# Caridina edulis
Caridina edulis е вид десетоног ракообразен организъм от семейство Atyidae.

## Разпространение
Видът е разпространен в Мадагаскар.